# Aurélio Sérgio Cristóvão Guterres

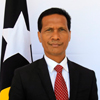
Aurélio Sérgio Cristóvão Guterres

Aurélio Sérgio Cristóvão Guterres (* 27. Juli 1966 in Venilale, Portugiesisch-Timor) ist ein Akademiker und Politiker aus Osttimor. Er ist Mitglied der FRETILIN.

## Werdegang
Guterres absolvierte seine gesamte Schulzeit bis zu seinem Abschluss 1983 an der Schule von São José in Balide (Dili). Dann war er zwei Jahre lang Mathematiklehrer an der portugiesischen Schule. 1986 beendete Guterres sein Lehramt, um an der Universität Satya Wacana (Universitas Kristen Satya Wacana UKSW) im indonesischen Salatiga Jura und Entwicklungshilfe zu studieren. Das Studium schloss er mit einem Bachelor ab. Von 1993 bis 1995 folgte ein Bachelorstudium an der Massey University in Neuseeland. Guterres hat außerdem einen Master- und Doktortitel in Entwicklungsstudien („Doctor of Philosophy in Development Studies“) inne. Das Studium dafür absolvierte er von 2000 bis 2003, ebenfalls an der Massey University.
Nach seinem Abschluss in Salatiga kehrte Guterres 1991 nach Osttimor zurück und wurde Lehrer an der Universitas Timor Timur (UnTim), der heutigen Universidade Nasionál Timór Lorosa'e (UNTL), an der Fakultät für Sozial- und Politikwissenschaften (Fisipol).
Bis zu seiner Berufung als Rektor der UNTL 2010 hatte Guterres bereits 28 Jahre gelehrt. Zudem war er Berater mehrerer nationaler und internationaler Organisationen. Guterres hatte enge Kontakte zu Finnland und war daher Vermittler von finnischen Entwicklungshilfen in Osttimor. Zudem war er Berater von Bakornas, dem Nationalen Rat für Katastrophenkoordinierung, Mitglied der osttimoresischen Erdölorganisation, von 2005 bis 2007 vom Parlament gewähltes Mitglied des Staatsrats und von 2010 bis 2014 Mitglied des Exekutivrates des Roten Kreuzes Osttimors (CVTL). Guterres blieb bis 2016 Rektor der UNTL.
Am 15. September 2017 wurde Guterres als Minister für äußere Angelegenheiten und Kooperation in der VII. Regierung Osttimors vereidigt. Seine Amtszeit endete mit Antritt der VIII. Regierung Osttimors am 22. Juni 2018.
Derzeit (Stand 2019) ist Guterres Non-executive Member des Vorstands der Zentralbank von Osttimor.

## Sonstiges
Guterres ist mit Umbelina Borromeo verheiratet und Vater von drei Kindern. Er spricht Portugiesisch, Englisch, Indonesisch und Tetum.

## Veröffentlichungen
- Internal migration and development in East Timor, a thesis presented in partial fulfilment of the requirements for the degree of Doctor of Philosophy in Development Studies, Massey University, 2003.